# Serpan Peak
Serpan Peak är en bergstopp i Antarktis. Den ligger i Västantarktis. Argentina, Chile och Storbritannien gör anspråk på området. Toppen på Serpan Peak är 1 445 meter över havet, eller 254 meter över den omgivande terrängen. Bredden vid basen är 3,5 km.
Terrängen runt Serpan Peak är kuperad söderut, men norrut är den platt. Trakten är obefolkad. Det finns inga samhällen i närheten.